# 쓰나시마 우편국

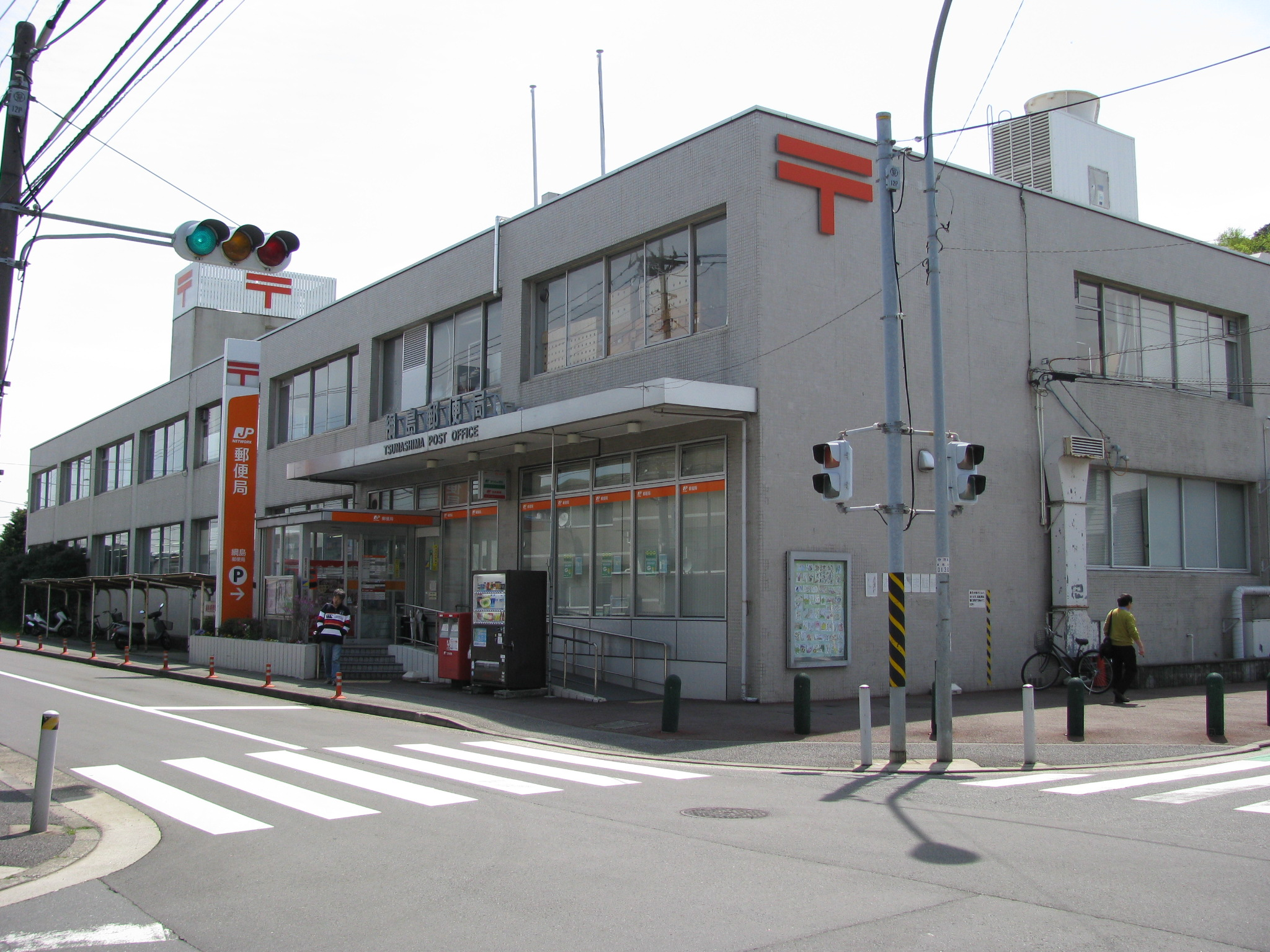
쓰나시마 우편국

쓰나시마 우편국(일본어: 綱島郵便局 쓰나시마유빈쿄쿠[*])는 요코하마시 고호쿠구에 위치한 우체국이다.